# Космічна Україна. Переяславщина
«Космічна Україна. Переяславщина» — альманах, який підготували до випуску працівники Бібліотеки Університету Григорія Сковороди в Переяславі.

## Історія
Альманах створений в межах просвітницького проекту «Космічна Україна» і присвячений 50-річчю першого польоту людини в космос, 60-річчю від дня народження першого космонавта незалежної України Леоніда Каденюка, 60-річчю служіння музейній справі Михайла Сікорського на Переяславщині, 20-річчю Незалежної України і 20-річчю заснування УМАКО «Сузір'я».
Презентація альманаху відбулася в університеті напередодні Всесвітнього дня авіації й космонавтики.

## Вихідні дані
Космічна Україна. Переяславщина: альманах / автор просвітницького проекту: О. О. Базалук, О. І. Шкира; голова ред. ради Л. К. Каденюк. — Переяслав-Хмельницький; Київ: Центр учбової літератури, 2012. — 143 с. : кольорові ілюстрації — 500 примірників. — ISBN 978-611-01-0363-3

## Вміст
Видання вміщує наукові та популярні статті з історії України, філософії, краєзнавства, а також твори школярів та студентів, присвячені темі вивчення і освоєння космосу, місцю людини у Всесвіті, її ролі у збереженні нашого спільного дому — планети Земля.
Наклад видання 500 примірників.

## Автори
Голова Редакційної ради — перший космонавт незалежної України, Герой України Каденюк Леонід Костянтинович.
Автори статей ― науковці Переяслава, Києва, громадські діячі, студенти, вчителі, учні. Серед перших, зокрема Герой України Михайло Сікорський та відомий сковородинознавець Григорій Верба.
Книга містить інтерв'ю з Героєм України Леонідом Каденюком.